# Tăng Huệ
Tăng Huệ là một sĩ quan cấp cao trong Quân đội nhân dân Việt Nam, hàm Trung tướng, nguyên Tư lệnh Bộ đội Biên phòng (2005-2008).

## Thân thế và sự nghiệp
Ông quê tại Nghệ An.
Trước năm 2005 là Phó Tư lệnh Bộ đội Biên phòng
Năm 2005, được bổ nhiệm giữ chức Tư lệnh Bộ đội Biên phòng
Năm 2008, nghỉ hưu.
Thiếu tướng (2001), Trung tướng (2005)